# Little Wigborough
Little Wigborough – wieś w Anglii, w Esseksie, w dystrykcie Colchester, w civil parish Great and Little Wigborough. W 1951 wieś liczyła 45 mieszkańców.

## I wojna światowa

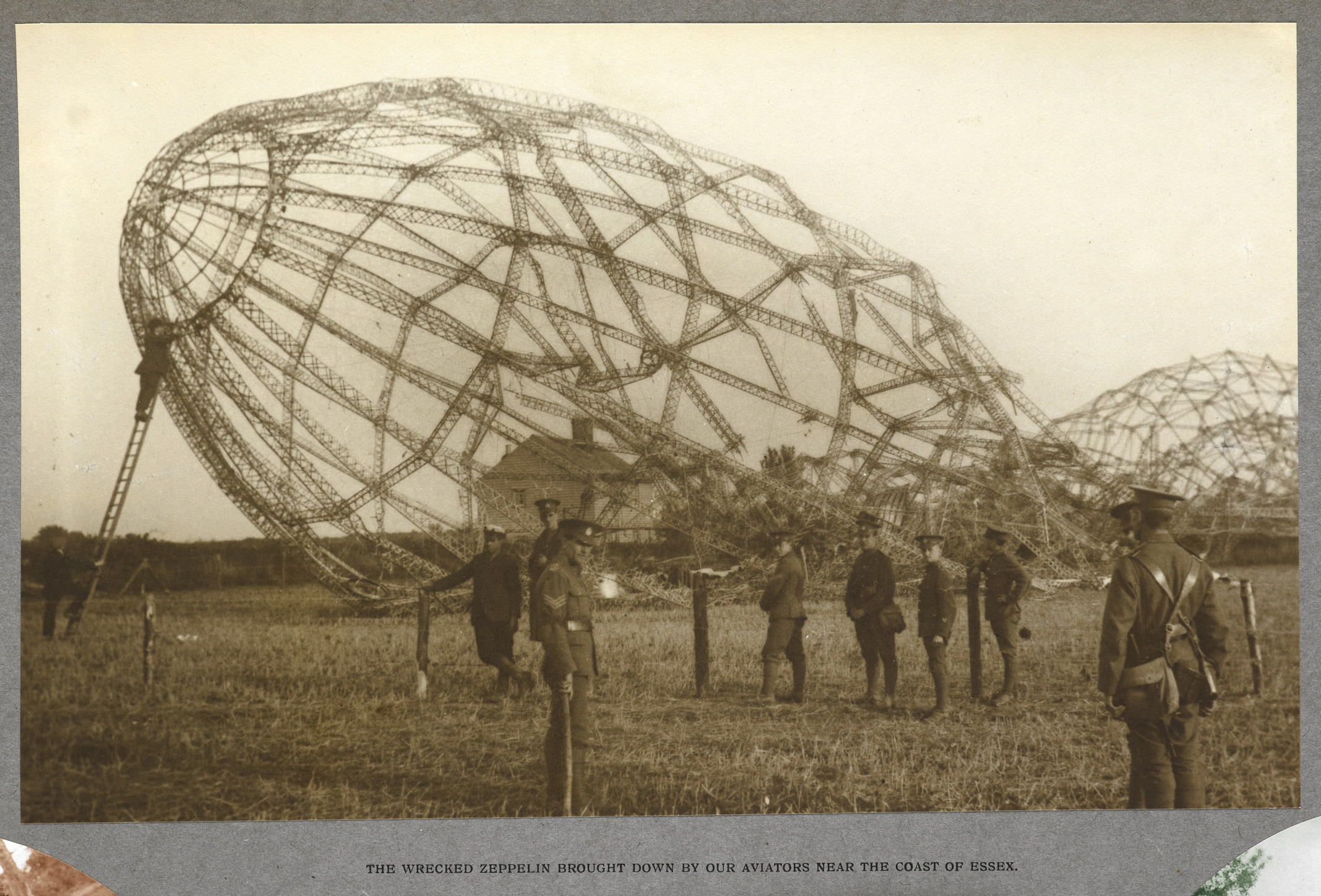
Rozbity sterowiec L 33

24 września 1916 we wsi wylądował powracający z ataku na Londyn, uszkodzony niemiecki sterowiec L 33 (na którym służył późniejszy admirał Ernst Schirlitz). Załoga następnie próbowała spalić sterowiec, zanim została powstrzymana przez lokalnego konstabla. 